# Requiem (Fauré)
Gabriel Fauré (1845-1925) componeerde zijn Requiem in d-mineur, opus 48 tussen 1887 en 1890. Het Requiem is Faurés bekendste langere werk. Het stuk is geschreven voor koor en orkest. Beroemde gedeelten uit het Requiem zijn de Hostias-solo van de bariton in het Offertorium, de sopraanaria Pie Jesu en het Libera Me.

## Geschiedenis
De reden waarom Fauré het werk heeft gecomponeerd is niet bekend. Een mogelijke aanleiding kan de dood van zijn vader in 1885 zijn, en de dood van zijn moeder twee jaar later op oudejaarsavond 1887. Desalniettemin was Fauré al met het werk begonnen toen zijn moeder overleed. Fauré zei later over de reden tot componeren: “ik heb het nergens voor gecomponeerd… gewoon voor het plezier, als u me dat toelaat te zeggen!”
Het eerst geschreven deel is het Libera Me, dat al eerder als een losstaand werk werd gecomponeerd in 1877.
In het daaropvolgende jaar componeerde hij de eerste versie van het Requiem, welke hij Un Petit Requiem noemde. De eerste versie bestond uit vijf delen (Introitus et Kyrie, Sanctus, Pie Jesu, Agnus Dei en In Paradisum), maar bevatte nog niet het Libera Me. De eerste versie werd op 16 januari 1888 in La Madeleine te Parijs uitgevoerd. Fauré dirigeerde de uitvoering zelf. Het stuk werd opgedragen ter nagedachtenis aan de architect Joseph Le Soufaché.
In 1889 werd het Hostias toegevoegd aan het Offertorium. Een jaar later werd het Offertorium verder uitgebreid en werd het Libera Me aan het Requiem toegevoegd. Deze tweede versie, voor kamerorkest, ging op 21 januari 1893 in première, ook in de Madeleine in Parijs met Fauré zelf als dirigent.
Tussen 1899 en 1900 werd het Requiem bewerkt voor een compleet orkest. Het is niet duidelijk of deze bewerking door Fauré zelf is gemaakt of door zijn leerling Jean Roger-Ducasse, die de redactie verzorgde van de koorpartijen. Beiden staan bekend als gewetensvol en precies, wat de slordigheden in de orkestratie slecht kan verklaren. Waarschijnlijk zijn ze gemaakt door een anonieme medewerker van muziekuitgever Hamelle. De fouten zijn pas in 1978 gecorrigeerd in de uitgave van Roger Fiske en Paul Inwood.
Deze derde versie ging ter gelegenheid van de Wereldtentoonstelling op 12 juli 1900 in première in het Palais du Trocadéro in Parijs, waarbij Paul Taffanel dirigeerde. Nog in hetzelfde jaar, op 28 oktober, werd het werk in deze versie in Brussel uitgevoerd door Eugène Ysaÿe, waarna vele andere Europese steden snel volgden. Nadia Boulanger, die vanaf de jaren twintig gold als Fauré's opvolgster en erfgename, heeft het vele malen gedirigeerd. Op 8 november 1924 werd het Requiem op Fauré's eigen staatsbegrafenis ten gehore gebracht in de Madeleine in Parijs. Het bereikte de Verenigde Staten pas in 1931 (in Philadelphia) en het Verenigd Koninkrijk in 1936 (in de Londense Queen's Hall onder leiding van Nadia Boulanger).
De uitgave van 1900 voor groot koor en orkest was de bekendste versie van het Requiem, totdat omstreeks 1980 Fauré's originele manuscript voor kamerorkest werd ontdekt door John Rutter in de Bibliothèque nationale de France te Parijs. Sindsdien hebben nieuwe uitgaven van Rutter (1984) en Jean Nectoux (1993) ervoor gezorgd dat het Requiem steeds vaker in kleinschalige bezetting wordt uitgevoerd.

## Opbouw
Het Requiem heeft een uitvoeringsduur van ongeveer 35 minuten. Het bestaat uit zeven delen:
1. Introitus et Kyrie (d-mineur)
2. Offertorium (b-mineur)
3. Sanctus (Es-majeur)
4. Pie Jesu (Bes-majeur)
5. Agnus Dei en Lux Aeterna (F-majeur)
6. Libera Me (d-mineur)
7. In Paradisum (D-majeur)

## Tekst
De tekst van het Requiem is in het Latijn, behalve het Kyrie dat in het Oudgrieks is geschreven. Zoals toentertijd al normaal werd gevonden, heeft Fauré niet het Graduale en de Tractus toegevoegd. Daarnaast week hij af van de gebruikelijke opbouw van een requiem door geen Sequens (het Dies Irae) toe te voegen, behalve het laatste vers hiervan, het Pie Jesu. De teksten van het Introitus, het Kyrie, het Pie Jesu, het Agnus Dei en het In Paradisum werden tevens lichtelijk veranderd. Een Benedictus (vervolg op het Sanctus) werd niet toegevoegd. Uit de Orde van Teraardebestelling werden het Libera Me en het In Paradisum gebruikt.
De veranderingen aan het Offertorium waren ingrijpender. De zinsnede "libera animas omnium fidelium defunctorum" (Bevrijd de zielen van alle gelovige overledenen) werd simpel verkort tot "libera animas defunctorum" (Bevrijd de zielen van de overledenen). Het "Libera eas" (Bevrijd hen) aan het begin van het volgende vers werd veranderd in "O Domine Jesu Christe, Rex gloriae, libera animas defunctorum". Het derde vers wordt weggelaten. Aan het eind wordt "Amen" toegevoegd.
V Pie Jesu
Pie Jesu, Domine, dona eis requiem.
Pie Jesu, Domine,
dona eis requiem sempiternam
V Pie Jesu
Barmhartige Jezus, Heer, geef hun rust.
Barmhartige Jezus, Heer,
geef hun eeuwige rust.

## Bezetting
In de eerste versie bestaat de bezetting uit:
- gemengd koor
- solo sopraan (jongenssopraan of vrouw)
- harp
- pauken
- orgel
- strijkers, bestaande uit 1 soloviool, gediviseerde altviolen, gediviseerde celli en contrabassen

Aan de eerste versie wordt bij de tweede versie uit 1893 een aantal instrumenten en stemmen toegevoegd:
- solo bariton
- vier hoorns
- twee trompetten
- drie trombones

De derde versie voegde aan de orkestratie van de tweede versie nog een aantal instrumenten toe:
- gemengd koor
- solo sopraan (jongenssopraan of vrouw)
- solo bariton
- twee klarinetten (alleen in het Pie Jesu)
- twee fluiten
- twee fagotten
- vier hoorns
- twee trompetten
- drie trombones
- harp
- pauken (alleen in het Libera me)
- orgel
- strijkers, bestaande uit enkele violen, gediviseerde altviolen, gediviseerde celli en contrabassen.

## Fauré over het Requiem
- "Alles wat ik kon opbrengen op religieus gebied heb ik in het Requiem gestopt, wat bovendien het stuk domineert van begin tot eind met een groots humaan gevoel van het geloof in de eeuwige rust"
- "Het is gezegd dat mijn Requiem niet de angst voor de dood uit, en iemand noemde het een slaapliedje voor de dood. Maar zo zie ik de dood, als een blijde overlevering en een streven naar de blijdschap hierboven, in plaats van een pijnvolle ervaring. De muziek van Gounod werd bekritiseerd voor de grote neiging naar humane liefelijkheid, maar zijn natuur zei hem zich zo te voelen: de muziek die hij schreef kwam vanuit zijn hart. Is het niet nodig om de natuur van een artiest te accepteren? In mijn Requiem heb ik misschien ook instinctief een vluchtweg gezocht van wat goed en deugdelijk is, na al die jaren van het spelen van orgel op begrafenissen! Ik weet het zeker, ik wilde iets anders schrijven."
- "Het requiem is zo zachtmoedig als ikzelf."